# Дезамінування
Дезамінува́ння (від фр. des… — префікс, який означає відділення, та аміни) — процес відщеплення аміногрупи (NH2) від органічних сполук. Процес супроводиться заміщенням іншою групою (наприклад, Н, ОН, RO) або утворенням подвійного зв'язку. Відіграє важливу роль у процесах життєдіяльності всіх видів живих організмів, де є одним з основних етапів обміну азотистих сполук — амінокислот, амінів, нуклеотидів, нуклеозидів тощо. Біохімічно дезамінування відбувається за участю специфічних ферментів.
Розрізняють кілька типів дезамінування. Окисне дезамінування амінокислот є основним шляхом їх розкладу в організмі, особливо тварин. Приводить до утворення відповідних кетокислот, процес проходить за участю ферментів — оксидаз амінокислот. Окисним шляхом дезамінуються й аміни, що утворюються в організмі при декарбоксилюванні амінокислот. Значна частина цих амінів токсична, тому дезамінування має важливе значення для їх знешкодження. Дезамінування амінів каталізується амінооксидазами. Оксидази природних амінокислот, крім глутаматдегідрогенази, що дезамінує L-глутамінову кислоту, в тваринних тканинах мало активні. Тому більшість L-амінокислот підлягає непрямому дезамінуванню шляхом попереднього перезмінування з утворенням глутамінової кислоти, яка потім підлягає окислювальному дезамінуванню або іншим перетворенням. Іншими типами дезамінування є відновне, гідролітичне та внутрішньомолекулярне. Відновне дезамінування відбувається шляхом окислювально-відновних реакцій між двома амінокислотами, внаслідок чого обидві амінокислоти дезамінуються (реакція між аланіном і гліцином). При внутрішньомолекулярному дезамінуванні утворюються ненасичені кислоти. Ці реакції мають місце при дезамінуванні ряду амінокислот (наприклад, аспарагінової кислоти у рослин і деяких бактерій; гістидину в печінці людини). При гідролітичному дезамінуванні утворюються D-оксикислоти. Цим шляхом дезамінуються також пуринові основи й піримідинові основи у плісеневих грибів, деяких бактерій і тканинах тварин.
Дезамінування грає важливу роль і в метаболізмі ДНК. Спонтанне дезамінування цитозину в результаті гідролізу перетворює його на урацил, виділяючи в процесі аміак. Це може відбуватися in vitro через використання бісульфатів, при чому перетворюється цитозин, але не 5-метилцитозин. Ця властивість дозволяє дослідникам послідовностей ДНК відрізнити неметильований цитозин (що перетворюється на урацил) і метильований цитозин (залишається незмінним). В ДНК для репарації такого пошкодження урацил видалається і замінюється цитозином відповідно до гуаніну на іншому ланцюжку ДНК. Спонтанне дезамінування 5-метилцитозину приводить до утворення тиміну і аміаку. У ДНК, цей відгук не може бути виправлений, тому що механізми репарації не визнають тимін як помилку (в протилежність урацилу), в результаті чого мутація зберігається. Ці мутації сприяють рідкісності CPG-ділянок в геномам еукаріотів.